# Сас-Кульчицкий, Иржи
Иржи Сас-Кульчицкий сражался под именем Полковник Сасси, впоследствии Орион (итал. Jerzy Sas Kulczycki, nome di battaglia prima «Colonnello Sassi» successivamente «Orione»; Рим, 24 декабря 1905 года — Фоссоли, Карпи, 12 июля 1944 года) — итальянский военный и партизан, награждён Золотой медалью «За воинскую доблесть».

## Биография
Родился в семье поэта, преподавателя латинского языка в Лицее Тассо в Риме, польского эмигранта из шляхетского рода герба Сас. В 1921 году поступил в Военно-морскую академию в Ливорно и окончил её в 1927 году в звании гардемарина. В 1929 году получил чин младшего лейтенанта флота, а в июле 1932 года получил чин лейтенанта флота и непрерывно служил на военных кораблях, за исключением периода с ноября 1928 года по май 1929 года, когда он служил в морском отряде в Тяньцзине (Китай). С ноября 1929 года по июль 1930 года обучался на специальном курсе в Военно-морской академии.
В марте 1940 года ему присвоено звание капитана корвета и он назначен на корабль «Littorio». В январе 1943 года присвоено звание капитана фрегата, переведён на борт линкора «Conte di Cavour» в Триест (корабль стоял на ремонте). 8 сентября 1943 он организовал первые военные группы для сопротивления в регионе Венето. Затем перебрался в Милан где возглавил генеральный штаб V.A.I. (Движение итальянских военных добровольцев). Арестован в Генуе допрошен и доставлен в Милан, откуда был отправлен в концентрационный лагерь в Фоссоли (Карпи), где расстрелян на рассвете 12 июля 1944 года.

## Награды
- Золотая медаль «За воинскую доблесть» (посмертно, 22 июня 1946 года)[3].
- Бронзовая медаль «За воинскую доблесть»
- Две благодарности за выдающуюся службу в Средиземноморье в октябре 1940 года и в Ионическом море в ночь на 12 ноября 1940 года.